# Жабозуб алатауський
Жабозуб алатауський (Ranodon sibiricus) — єдиний вид земноводних роду Жабозуб родини Кутозубі тритони. Інші назви «середньоазійська саламандра», «семиреченський жабозуб».

## Опис
Завдовжки досягає 21,3 см (тулуб — 9,5 см), іноді зустрічаються особини до 25 см. Має велику сплощену зверху голову, кремезний гнучкий тулуб і сильний хвіст. З боків тулуба присутні 11—13 поперечних борозенок. Хвіст зверху і на кінці наділено плавниковою складкою. У молодих особин він коротше за тулуб, у більш дорослих дорівнює тулубу або довше. Забарвлення оливкове або жовтувате, іноді із дрібною плямистістю.

## Спосіб життя
Полюбляє гірські долини у верхів'ях річок. Зона проживання багато в чому пов'язана з поясом хвойного лісу, проте часто зустрічається нижче і вище межі лісу. Для місць проживання характерні різкі коливання температури. Воліє селитися в невеликих річках або струмках на ділянках з плавним плином або з заплавами, в сазах, в западинах, заповнених водою, а також в ключах, пов'язаних з основним руслом річки невеликими струмками. Часто такі струмочки протікають серед великих каменів. Деякі струмочки зверху можуть бути перекриті потужним шаром моху або ґрунту, покритої рослинністю. У таких закритих ділянках жабозуб часто скупчується на зимівлю.
Дорослі особини ведуть прихований спосіб життя, активні переважно у сутінках та вночі, попадаються поодинці або групами (максимальне скупчення — 27 особин під одним каменем). Навесні окремі особини активні в денний час, зустрічаючись у воді. Звичайно дорослі ховаються в укриттях по берегах водойм. Терміни виходу з зимівлі залежать від часу танення снігу і льоду в руслі річки. Ця амфібія досить стійка до низьких температур і навіть заморожування (2-годинне перебування при −12°С).
Максимальна тривалість життя в природі більше 12 років, в неволі понад 20 років.

## Розмноження
Статева зрілість настає на 5 рік. Ікрометання розтягнуто з кінця квітня до першої половини вересня. Найулюбленішими місцями для відкладання ікри є невеликі струмки джерельного походження. Навесні і влітку вони частково поповнюються за рахунок снігу й дощів, але влітку деякі з них можуть пересихати. Струмки-нерестовища мають невелику ширину (до 2 м) і глибину (10—50 см), слабку течію. Для них характерні гарна освітленість і різкі добові коливання температури води. Необхідною умовою для відкладання ікри є наявність каменів. У жабозуба існує прихильність до певних місць ікрометання.
Запліднення зовнішнє. Завдовжки сперматофори не більше 40 мм при діаметрі 5-6 мм. Самиці прикріплюють ікряні мішечки до основи сперматофори (іноді збоку). Самці сперматофори не відкладають, а демонструють незвичайну шлюбну поведінку. Знайшовши самицю, самець покусує її за боки, задні кінцівки і хвіст. Коли самиця намагається прикріпити ікряний мішечок до поверхні (наприклад, каменю), самець швидко наближається до неї зі спини, і відбувається дуже швидке спаровування (амплексус), яке триває кілька секунд. Воно може повторюватися. Потім самець передніми кінцівками обхоплює ікряний мішечок і згортається у кільце й саме в цей момент запліднює ікру. Така ж процедура здійснюється і з другим мішечком. Згортання в кільце може повторюватися декілька разів. Самець деякий час знаходиться близько кладки, іноді просовуючи голову між мішечками і м'яко трусить їх, а потім йде з води. Самиця залишає воду відразу після відкладання мішечків та ховається на суходолі.
Розподіл кладок у струмках нерівномірний. Кладки прикріплюються до нижньої поверхні великих каменів розміром від 10 до 100 см, рідше до великої гальки, стебел рослин або на дно струмка. Кладки найчастіше розташовані поодинці, але можуть бути і у вигляді скупчень (до 14 мішечків).
Кладка складається з двох слизових мішечків, які прикріплені тяжами до загального основи. Ці мішечки завдовжки 28—32 мм і завширшки 8 мм після відкладання сильно розбухають. Їх розмір коливається від 6 до 39 см в довжину. Розмір тяжа залежить від сталості рівня води в струмку (пониження рівня збільшує довжину тяжа, що забезпечує заглибленість мішечка у воду). Кількість ікринок в одній кладці від 18 до 84, здебільшого 38—54. Ікринки не пігментовані, їх діаметр (на пізніх стадіях) дорівнює 18—20 мм. Відмінності у кількості ікринок між мішечками однієї кладки можуть досягати 95 %.
Після завершення ікрометання тварини переміщаються в гірські річки, хоча близько третини їх може деякий час залишатися в нерестовищах. Розвиток ікри при температурі води 8—12°С триває 22—25 діб. Вилуплення личинок може наступати через 5—6 тижнів. Живучість на ранніх стадіях ембріонального розвитку невисока.
Личинки мають довжину 17—20 мм. Кінчики пальців у них наділені чорними кігтиками, які зникають при метаморфозі. Вони зазвичай тримаються групами на ділянках з більш тихим плином, на глибині не більше 10—15 см, де добре прогріваються сонцем. Вони активні вдень, ховаючись серед каменів на дні водойми. Розвиток триває до 6 місяців. Зимують разом з дорослими особинами. Метаморфоз настає лише у 3-річних личинок. Після метаморфоза особини частіше зустрічаються на суші, ховаючись у різних хованках — норах полівок, порожнечах ґрунту, між камінням.

## Харчування
Харчується водними і наземними безхребетними. Це переважно різні комахи, дощові хробаки, мокриці, бокоплави, п'явки. Зазвичай особини підстерігають здобич, сидячи у засідці. При полюванні може підводитися над ґрунтом, спираючись на задні кінцівки. Личинки вживають водних безхребетних.

## Розповсюдження
Зустрічається тільки в гірській системі Джунгарського Алатау на висоті 1450-3200 м над рівнем моря. Велика частина ареалу припадає на територію Казахстану, але відомий також у прилеглих районах північно—західного Китаю (Сіньцзян). В межах ареалу тварини розподілені мозаїчно. Відомості про поширення виду поза Джунгарського Алатау не підтверджені новими знахідками. Нещодавно викопні рештки близької форми (Ranodon cf. Sibiricus) були знайдені у верхньопліоценових відкладеннях Заілійського Алатау (Кіікбай), Тянь-Шань.